# Династија Сакс-Кобург и Гота
Династија Сакс-Кобург и Гота је немачка династија, огранак саксонске династије Ветин, која је владала Ернестинским војводствима, међу којима је било и Војводство Сакс-Кобург и Гота. Династију је основао Ернест Антон, 6. војвода од Сакс-Кобург-Залфелда. Она је данас краљевска кућа неколико европских држава, а њени огранци су тренутно на челу Белгије преко потомака Леополда I и Уједињеног Краљевства преко потомака принца Алберта. Због антинемачког расположења у Уједињеном Краљевству током Првог светског рата, краљ Џорџ V је 1917. променио назив свог огранка Сакс-Кобурга и Гота у Виндзор. Исто се десило и у Белгији 1930. где је од промењено у од Белгије.